# Rosamunda
Rosamunda (tyska Rosamunde, Fürstin von Cypern) är ett skådespel av Helmina von Chézy från 1823 för vilket Franz Schubert skrev ouvertyr, tre entr’actes, två baletter en aria och flera körstycken för manskör, damkör och blandad kör. Vid premiären spelades en ouvertyr som Schubert skrivit till Alfonso und Estrella och publicerat med den titel och opusnummer 69 (D.732). Den ouvertyr som senare kom att användas (D. 644) skrevs ursprungligen 1820 till Georg Ernst von Hofmanns melodram Die Zauberharfe.
En melodi från Rosamunda återanvändes av Schubert i kammarmusik, både i stråkkvartett nr. 13, kallad "Rosamunda", och i Impromptu op. 142, nr.3 Bb-dur där den är tema i sex pianovariationer.
Flera satser ur Rosamunda användes av Hasse & Tage i deras revy Spader, Madame!

## Satser
1. Entr'acte nr. 1, h-moll, Allegro molto moderato.
2. Ballettmusik nr. 1, Marsch, h-moll, Allegro moderato, G-Dur, Andante un poco assai.
3. Entr'acte nr. 2, D-dur, Andante.
4. Romanze, „Der Vollmond Strahlt auf Bergeshöh'n“, f-moll, Andante con moto, altsolo och Orchester.
5. Geisterchor, "In der Tiefe wohnt das Licht“, i D-dur, Adagio, blandad kör
6. Entr'acte nr. 3, Bb-dur, Andantino
7. Hirtenmelodien, Andante. Sextett för klarinetter, fagott, och horn.
8. Hirtenchor, "Hier auf den Fluren“, Allegretto. Blandad kör.
9. Jägerchor, "Wie lebt sich's so fröhlich im Grünen“, Allegro moderato. Manskör.
10. Ballettmusik nr. 2, Andantino, G-dur.

## Skådespel av Helmina von Chézy
- Rosamunde, Drama in fünf Akten von Helmina von Chézy. Musik von Franz Schubert. Erstveröffentlichung der überarbeiteten Fassung. Mit einem Nachwort und unbekannten Quellen hrsg. von Till Gerrit Waidelich, Tutzing 1996
- Ein fragmentarischer autographer Entwurf zur Erstfassung von Chézys Schauspiel „Rosamunde“, in: Schubert durch die Brille. Internationales Franz Schubert Institut, Mitteilungen 18, Tutzing 1997, S. 46-57
- Gerrit Waidelich. Die vermeintlich verschollene Rosamunde. Zur Quellenlage von Helmina von Chézys Schauspiel und Franz Schuberts dazugehöriger Schauspielmusik (Teil 1), in: Sullivan-Journal. Magazin der Deutschen Sullivan-Gesellschaft e. V. (Hrsg. von Meinhard Saremba) – Nr. 11 (Juni 2014), S. 63-72. ISSN 2190-0647.
- Gerrit Waidelich. „nicht das Verdienst der im J. 867 nach Wien gekommenen Englishmen“? – Legenden und Tatsachen zu Sullivans und Groves Sichtung des „staubigen“ Aufführungsmaterials von Schuberts Rosamunde-Musik (Teil II), in: Sullivan-Journal. Magazin der Deutschen Sullivan-Gesellschaft e. V. – Nr. 13 (Juli 2015), S. 18-32. ISSN 2190-0647.

## Inspelningar
- En komplett inspelning av "Rosamunda" med Anne Sofie von Otter, mezzosopran, Ernst-Senff-Chor, The Chamber Orchestra of Europe, dirigent Claudio Abbado gjordes på Deutsche Grammophon 1991.